# Aline Issermann
Aline Issermann (Parigi, 16 novembre 1948) è una regista e sceneggiatrice francese.

## Filmografia
- Le Destin de Juliette (1983)
- L'amant magnifique (1986)
- La Vallée des anges (1988)
- L'ombra del dubbio (1993)
- Dieu, l'amant de ma mère et le fils du charcutier (1995)
- Cherche fiancé tous frais payés (2007)

## Televisione parziale
- I viaggiatori delle tenebre (1988), 2 episodi
- Une femme en blanc (1997), 6 episodi